# MKB-10 poglavlje XV: Trudnoća i porođaj

## (O00-O99) - Trudnoća i porođaj

### (O00-O08) - Trudnoća s pobačajem
- O00 Izvanmaterična trudnoća
  - O00.0 Abdominalna trudnoća
  - O00.1 Tubarna trudnoća
  - O00.2 Ovarijalna trudnoća
  - O00.8 Ostale izvanmatrične trudnoće
  - O00.9 Izvanmaterična trudnoća,nespecificirana

- O01 Mola hydatidosa
  - O01.0 Klasična hidatidozna mola
  - O01.1 Nepotpuna i parcijalna hidatidozna mola
  - O01.9 Hidatidozna mola, nespecificirana

- O02 Ostali abnormalni produkti začeća
  - O02.0 Odumrlo jajašce i nehidatidozna mola
  - O02.1 Neostvareni pobačaj (missed abortion)(abortus retentus)
  - O02.8 Ostali specificirani abnormalni produkti začeća
  - O02.9 Abnormalni produkt začeća, nespecificiran

- O03 Spontani pobačaj
  - O03.0 Spontani pobačaj

- O04 Legalno induciran (medicinski) pobačaj
  - O04.0 Legalno induciran(medicinski)pobačaj

- O05 Ostali pobačaj
  - O05.0 Ostali pobačaj

- O06 Nespecificirani pobačaj
  - O06.0 Nespecificirani pobačaj

- O07 Neuspio pokušaj pobačaja
  - O07.0 Neuspio legalno inducirani (medicinski) pobačaj, kompliciran infekcijom genitalnog sustava i zdjeličnih organa
  - O07.1 Neuspio legalno inducirani (medicinski) pobačaj, kompliciran kasnim ili obilnim krvarenjem
  - O07.2 Neuspio legalno inducirani (medicinski) pobačaj, kompliciran embolijom
  - O07.3 Neuspio legalno inducirani (medicinski) pobačaj, s ostalim i nespecificiranim komplikacijama
  - O07.4 Neuspio legalno inducirani (medicinski) pobačaj, bez komplikacija
  - O07.5 Ostali i nespecificiran neuspio pokušaj pobačaja kompliciran infekcijom genitalnog sustava i zdjeličnih organa
  - O07.6 Ostali i nespecificiran neuspio pokušaj pobačaja kompliciran kasnim ili obilnim krvarenjem
  - O07.7 Ostali i nespecificiran neuspio pokušaj pobačaja kompliciran embolijom
  - O07.8 Ostali i nespecificiran neuspio pokušaj pobačaja kompliciran ostalim i nespecificiranim komplikacijama
  - O07.9 Drugi i nespecificiran neuspio pokušaj pobačaja bez komplikacija

- O08 Komplikacije nakon pobačaja i izvanmaternične i molarne trudnoće
  - O08.0 Infekcija spolnog sustava i zdjeličnih organa nakon pobačaja i izvanmaternične i molarne trudnoće
  - O08.1 Kasno ili obilno krvarenje nakon pobačaja i izvanmaternične i molarne trudnoće
  - O08.2 Embolija nakon pobačaja i izvanmaternične ili molarne trudnoće
  - O08.3 Šok nakon pobačaja i izvanmaternične ili molarne trudnoće
  - O08.4 Zatajenje bubrega nakon pobačaja i izvanmaternične i molarne trudnoće
  - O08.5 Metabolički poremećaji nakon pobačaja i izvanmaternične i molarne trudnoće
  - O08.6 Oštećenje zdjeličnih organa i tkiva nakon pobačaja i izvanmaternične i molarne trudnoće
  - O08.7 Ostale venske bolesti kao komplikacije nakon pobačaja i izvanmaternične i molarne trudnoće
  - O08.8 Ostale komplikacije nakon pobačaja i izvanmaternične i molarne trudnoće
  - O08.9 Komplikacija nakon pobačaja i izvanmaternične i molarne trudnoće, nespecificirana

### (O10-O16) - Edemi, proteinurije i hipertenzivni poremećaji u trudnoći, porođaju i babinjama
- O10 Hipertenzija,koja je i prije postojala,kao komplikacija trudnoće,porođaja i babinja
  - O10.0 Hipertenzija,koja je i prije postojala,kao komplikacija trudnoće,porođaja i babinja
  - O10.1 Hipertenzivna bolest srca,koja je i prije postojala,kao komplikacija trudnoće,porođaja i babinja
  - O10.2 Hipertenzivna bolest bubrega,koja je i prije postojala,kao komplikacija trudnoće,porođaja i babinja
  - O10.3 Hipertenzivna bolest srca i bubrega,koja je i prije postojala,kao komplikacija trudnoće,porođaja i babinja
  - O10.4 Sekundarna hipertenzija,koja je i prije postojala,kao komplikacija trudnoće,porođaja i babinja
  - O10.9 Hipertenzija koja je i prije postojala,kao komplikacija trudnoće,porođaja i babinja,nespecificirana

- O11 Hipertenzivni poremećaji koji su i prije postojali sa superponiranom proteinurijom
  - O11.0 Hipertenzivni poremećaji koji su i prije postojali sa superponiranom proteinurijom

- O12 Edemi u trudnoći (uzrokovani trudnoćom) i proteinurija bez hipertenzije
  - O12.0 Edemi u trudnoći
  - O12.1 Proteinurija u trudnoći
  - O12.2 Edemi u trudnoći s proteinurijom

- O13 Hipertenzija u trudnoći (uzrokovana trudnoćom) bez značajne proteinurije
  - O13.0 Hipertenzija u trudnoći (uzrokovana trudnoćom)bez značajne proteinurije

- O14 Hipertenzija u trudnoći (uzrokovana trudnoćom) sa značajnom proteinurijom
  - O14.0 Blaga preeklampsija
  - O14.1 Teška preeklampsija
  - O14.9 Preeklampsija, nespecificirana

- O15 Eklampsija
  - O15.0 Eklampsija u trudnoći
  - O15.1 Eklampsija u tijeku porođaja
  - O15.2 Eklampsija u babinjama
  - O15.9 Eklampsija, u nespecificiranom razdoblju

- O16 Hipertenzija u majke, nespecificirana
  - O16.0 Hipertenzija u majke,nespecificirana

### (O20-O29) - Ostali poremećaji kod majke vezani uz trudnoću
- O20 Krvarenje u ranoj trudnoći
  - O20.0 Prijeteći pobačaj
  - O20.8 Ostala krvarenja u ranoj trudnoći
  - O20.9 Krvarenje u ranoj trudnoći,nespecificirano

- O21 Prekomjerno povraćanje u trudnoći (hyperemesis gravidarum)
  - O21.0 Povraćanje u trudnoći - blagi oblik
  - O21.1 Povraćanje u trudnoći s metaboličkim poremećajem
  - O21.2 Kasno povraćanje u trudnoći
  - O21.8 Ostala povraćanja kao komplikacija trudnoće
  - O21.9 Povraćanje u trudnoći, nespecificirano

- O22 Bolesti vena kao komplikacije trudnoće
  - O22.0 Proširenje nožnih vena u trudnoći
  - O22.1 Proširenje vena u području spolovila u trudnoći
  - O22.2 Tromboflebitis površinskih vena u trudnoći
  - O22.3 Tromboflebitis dubokih vena u trudnoći
  - O22.4 Hemoroidi u trudnoći
  - O22.5 Tromboza moždanih vena u trudnoći
  - O22.8 Ostale venske bolesti kao komplikacije u trudnoći
  - O22.9 Venska bolest kao komplikacija u trudnoći, nespecificirana

- O23 Infekcije mokraćnog i spolnog sustava u trudnoći
  - O23.0 Infekcije bubrega u trudnoći
  - O23.1 Infekcije mokraćnoga mjehura u trudnoći
  - O23.2 Infekcije uretre u trudnoći
  - O23.3 Infekcije ostalih dijelova mokraćnog sustava u trudnoći
  - O23.4 Infekcija mokraćnog sustava u trudnoći, nespecificirana
  - O23.5 Infekcije spolnog sustava u trudnoći
  - O23.9 Ostala i nespecificirana infekcija mokraćnog i spolnog sustava u trudnoći

- O24 Dijabetes melitus (šećerna bolest) u trudnoći
  - O24.0 Dijabetes melitus ovisan o inzulinu koji je i prije postojao
  - O24.1 Dijabetes melitus neovisan o inzulinu koji je i prije postojao
  - O24.2 Dijabetes melitus povezan s neishranjenošću koji je i prije postojao
  - O24.3 Dijabetes melitus koji je i prije postojao, nespecificiran
  - O24.4 Dijabetes melitus nastao u trudnoći
  - O24.9 Dijabetes melitus u trudnoći, nespecificiran

- O25 Neishranjenost u trudnoći
  - O25.0 Neishranjenost u trudnoći

- O26 Zbrinjavanje majke zbog ostalih stanja prije svega vezanih uz trudnoću
  - O26.0 Prekomjerno dobivanje na težini u trudnoći
  - O26.1 Slabo dobivanje na težini u trudnoći
  - O26.2 Trudnička skrb za ženu s habitualnim pobačajem
  - O26.3 Zaostalo intrauterino kontraceptivno sredstvo u trudnoći
  - O26.4 Herpes gestationis (gestacijski herpes)
  - O26.5 Hipotenzivni sindrom u majke
  - O26.6 Poremećaji jetrene funkcije u trudnoći, porođaju i babinjama
  - O26.7 Subluksacija simfize (pubisa) u trudnoći, porođaju i babinjama
  - O26.8 Ostala specificirana stanja vezana uz trudnoću
  - O26.9 Stanje vezano uz trudnoću, nespecificirano

- O28 Abnormalni nalazi antenatalnog skrininga majke
  - O28.0 Abnormalni hematološki nalaz na antenatalnom skriningu majke
  - O28.1 Abnormalni biokemijski nalaz na antenatalnom skriningu majke
  - O28.2 Abnormalni citološki nalaz na antenatalnom skriningu majke
  - O28.3 Abnormalni ultrazvučni nalaz na antenatalnom skriningu majke
  - O28.4 Abnormalni rendgenološki nalaz na antenatalnom skriningu majke
  - O28.5 Abnormalni kromosomski i genski nalaz na antenatalnom skriningu majke
  - O28.8 Ostali abnormalni nalazi na antenatalnom skriningu majke
  - O28.9 Abnormalni nalaz na antenatalnom skriningu majke, nespecificiran

- O29 Komplikacije zbog anestezije za vrijeme trudnoće
  - O29.0 Plućne komplikacije zbog anestezije za vrijeme trudnoće
  - O29.1 Srčane komplikacije zbog anestezije za vrijeme trudnoće
  - O29.2 Komplikacije središnjega živčanog sustava zbog anestezije za vrijeme trudnoće
  - O29.3 Toksična reakcija na lokalnu anesteziju za vrijeme trudnoće
  - O29.4 Glavobolja zbog spinalne i epiduralne anestezije za vrijeme trudnoće
  - O29.5 Ostale komplikacije zbog spinalne i epiduralne anestezije za vrijeme trudnoće
  - O29.6 Neuspjela ili otežana intubacija za vrijeme trudnoće
  - O29.8 Ostale komplikacije zbog anestezije za vrijeme trudnoće
  - O29.9 Komplikacija zbog anestezije za vrijeme trudnoće, nespecificirana

### (O30-O48) - Zbrinjavanje majke vezano uz fetus, amnionskog prostora i mogućih problema pri porodu
- O30 Višeplodna trudnoća
  - O30.0 Blizanačka trudnoća
  - O30.1 Troplodna trudnoća
  - O30.2 Trudnoća, četveroplodna
  - O30.8 Ostala višeplodna trudnoća
  - O30.9 Višeplodna trudnoća,nespecificirana

- O31 Komplikacije specifične za višeplodnu trudnoću
  - O31.0 Fetus papyraceus
  - O31.1 Nastavljena trudnoća nakon pobačaja jednog ili više fetusa
  - O31.2 Nastavljena trudnoća nakon intrauterine smrti jednog ili više fetusa
  - O31.8 Druge komplikacije specifične za višeplodnu trudnoću

- O32 Zbrinjavanje majke zbog utvrđenog ili suspektnoga nepravilnog stava fetusa
  - O32.0 Zbrinjavanje majke zbog nestabilna položaja fetusa
  - O32.1 Zbrinjavanje majke zbog stava zatkom
  - O32.2 Zbrinjavanje majke zbog poprečnog i kosog položaja fetusa
  - O32.3 Zbrinjavanje majke zbog stava licem, čelom i bradom
  - O32.4 Zbrinjavanje majke zbog stava glavice visokog za termin
  - O32.5 Zbrinjavanje majke zbog višeplodne trudnoće s nepravilnim stavom jednog ili više fetusa
  - O32.6 Zbrinjavanje majke zbog kombiniranog nepravilnog stava fetusa
  - O32.8 Zbrinjavanje majke zbog drugog nepravilnog stava fetusa
  - O32.9 Zbrinjavanje majke zbog nepravilnog stava fetusa, nespecificiranog

- O33 Zbrinjavanje majke zbog poznate ili suspektne disproporcije
  - O33.0 Zbrinjavanje majke zbog disproporcije koju uzrokuje deformitet zdjeličnih kostiju
  - O33.1 Zbrinjavanje majke zbog disproporcije koju uzrokuje jednakomjerno sužena zdjelica
  - O33.2 Zbrinjavanje majke zbog disproporcije koju uzrokuje suženje ulaza zdjelice
  - O33.3 Zbrinjavanje majke zbog disproporcije koju uzrokuje suženje izlaza zdjelice
  - O33.4 Zbrinjavanje majke zbog disproporcije koju uzrokuju i majka i fetus
  - O33.5 Zbrinjavanje majke zbog disproporcije koju uzrokuje neuobičajeno veliki fetus
  - O33.6 Zbrinjavanje majke zbog disproporcije koju uzrokuje hidrocefalija fetusa
  - O33.7 Zbrinjavanje majke zbog disproporcije koju uzrokuju drugi deformiteti fetusa
  - O33.8 Zbrinjavanje majke zbog disproporcije izazvane ostalim uzrocima
  - O33.9 Zbrinjavanje majke zbog disproporcije, nespecificirane

- O34 Zbrinjavanje majke zbog poznate ili suspektne abnormalnosti zdjeličnih organa
  - O34.0 Zbrinjavanje majke zbog prirođene malformacije maternice
  - O34.1 Zbrinjavanje majke zbog tumora tijela maternice
  - O34.2 Zbrinjavanje majke zbog ožiljka maternice uzrokovanog prijašnjom operacijom
  - O34.3 Zbrinjavanje majke zbog insuficijencije vrata maternice
  - O34.4 Zbrinjavanje majke zbog ostalih abnormalnosti vrata maternice
  - O34.5 Zbrinjavanje majke zbog ostalih abnormalnosti maternice u trudnoći
  - O34.6 Zbrinjavanje majke zbog abnormalnosti rodnice
  - O34.7 Zbrinjavanje majke zbog abnormalnosti vulve i perineuma
  - O34.8 Zbrinjavanje majke zbog ostalih abnormalnosti zdjeličnih organa
  - O34.9 Zbrinjavanje majke zbog abnormalnosti zdjeličnih organa, nespecificirane

- O35 Zbrinjavanje majke zbog poznate ili suspektne abnormalnosti i oštećenja fetusa
  - O35.0 Zbrinjavanje majke zbog sumnje na malformaciju središnjega živčanog sustava fetusa
  - O35.1 Zbrinjavanje majke zbog sumnje na kromosomske abnormalnosti fetusa
  - O35.2 Zbrinjavanje majke zbog sumnje na hereditarne bolesti fetusa
  - O35.3 Zbrinjavanje majke zbog sumnje na oštećenje fetusa uzrokovano virusnom bolesti u majke
  - O35.4 Zbrinjavanje majke zbog sumnje na oštećenje fetusa alkoholom
  - O35.5 Zbrinjavanje majke zbog sumnje na oštećenje fetusa lijekovima
  - O35.6 Zbrinjavanje majke zbog sumnje na oštećenje fetusa zračenjem
  - O35.7 Zbrinjavanje majke zbog sumnje na oštećenje fetusa uzrokovano ostalim medicinskim postupcima
  - O35.8 Zbrinjavanje majke zbog sumnje na drugu abnormalnost i oštećenje fetusa
  - O35.9 Zbrinjavanje majke zbog sumnje na abnormalnost i oštećenje fetusa, nespecificirano

- O36 Zbrinjavanje majke zbog drugih poznatih ili suspektnih problema fetusa
  - O36.0 Zbrinjavanje majke zbog Rh izoimunizacije
  - O36.1 Zbrinjavanje majke zbog druge izoimunizacije
  - O36.2 Zbrinjavanje majke zbog fetalnog hidropsa
  - O36.3 Zbrinjavanje majke zbog znakova fetalne hipoksije
  - O36.4 Zbrinjavanje majke zbog intrauterine smrti
  - O36.5 Zbrinjavanje majke zbog usporena rasta fetusa
  - O36.6 Zbrinjavanje majke zbog prekomjerna rasta fetusa
  - O36.7 Zbrinjavanje majke zbog fetusa sposobnog za život u abdominalnoj trudnoći
  - O36.8 Zbrinjavanje majke zbog ostalih specificiranih problema fetusa
  - O36.9 Zbrinjavanje majke zbog problema fetusa, nespecificiranog

- O40 Polyhydramnion
  - O40.0 Polyhydramnion

- O41 Ostali poremećaji amnionske tekućine i ovojnica
  - O41.0 Oligohidramnion
  - O41.1 Infekcija amnionske vreće i ovojnica
  - O41.8 Ostali specificirani poremećaji amnionske tekućine i ovojnica
  - O41.9 Poremećaj amnionske tekućine i ovojnica, nespecificiran

- O42 Prijevremena ruptura ovojnica
  - O42.0 Prijevremena ruptura ovojnica, početak trudova unutar 24 sata
  - O42.1 Prijevremena ruptura ovojnica, početak trudova nakon 24 sata
  - O42.2 Prijevremena ruptura ovojnica, trudovi odgođeni terapijski
  - O42.9 Prijevremena ruptura ovojnica, nespecificirana

- O43 Poremećaji posteljice (placente)
  - O43.0 Sindrom placentarne transfuzije
  - O43.1 Malformacije posteljice
  - O43.8 Ostali poremećaji posteljice
  - O43.9 Placentarni poremećaj, nespecificiran

- O44 Placenta praevia
  - O44.0 Placenta previja, bez krvarenja
  - O44.1 Placenta previja s krvarenjem

- O45 Prijevremeno odljuštenje posteljice (abruptio placentae)
  - O45.0 Prijevremeno odljuštenje posteljice s poremećajem koagulacije
  - O45.8 Drugo prijevremeno odljuštenje posteljice
  - O45.9 Prijevremeno odljuštenje posteljice, nespecificirano

- O46 Krvarenje prije porođaja nesvrstano drugamo
  - O46.0 Krvarenje prije porođaja s poremećajem koagulacije
  - O46.8 Druga krvarenja prija porođaja
  - O46.9 Krvarenje prije porođaja, nespecificirano

- O47 Lažni trudovi
  - O47.0 Lažni trudovi prije navršenog 37. tjedna trudnoće
  - O47.1 Lažni trudovi u navršenom 37. tjednu trudnoće ili nakon njega
  - O47.9 Lažni trudovi, nespecificirani

- O48 Produžena trudnoća
  - O48.0 Produžena trudnoća

### (O60-O75) - Komplikacije tijekom i nakon porođaja
- O60 Prijevremeni porođaj
  - O60.0 Prijevremeni porođaj

- O61 Neuspješna indukcija porođaja
  - O61.0 Neuspješna indukcija porođaja lijekovima
  - O61.1 Neuspješna indukcija porođaja instrumentima
  - O61.8 Druga neuspješna indukcija porođaja
  - O61.9 Neuspješna indukcija porođaja, nespecificirana

- O62 Nepravilnosti jačine trudova
  - O62.0 Primarno tromi trudovi (primarna inercija)
  - O62.1 Sekundarno tromi trudovi (sekundarna inercija)
  - O62.2 Druga tromost maternice (inertia uteri)
  - O62.3 Ubrzani (nagli) trudovi
  - O62.4 Hipertonične, nekoordinirane i produžene kontrakcije maternice
  - O62.8 Druge nepravilnosti jačine trudova
  - O62.9 Nepravilnosti jačine trudova, BPO

- O63 Dugotrajni (produženi) porođaj
  - O63.0 Produženo prvo porođajno doba
  - O63.1 Produženo drugo porođajno doba
  - O63.2 Odgođeni porođaj drugog blizanca, trećeg itd.
  - O63.9 Dugotrajni porođaj, nespecificiran

- O64 Zapreka rađanja zbog nepravilna položaja i stava fetusa
  - O64.0 Zapreka rađanja zbog nepotpune rotacije glavice fetusa
  - O64.1 Zapreka rađanja zbog stava zatkom
  - O64.2 Zapreka rađanja zbog stava licem
  - O64.3 Zapreka rađanja zbog stava čelom
  - O64.4 Zapreka rađanja zbog stava ramenom
  - O64.5 Zapreka rađanja zbog kombiniranog položaja fetusa
  - O64.8 Zapreka rađanja zbog drugog nepravilnog položaja i nepravilnog stava fetusa
  - O64.9 Zapreka rađanja zbog nepravilnoga položaja i nepravilnog stava fetusa, nespecificiranog

- O65 Zapreka rađanja zbog abnormalnosti majčine zdjelice
  - O65.0 Zapreka rađanja zbog deformiteta zdjelice
  - O65.1 Zapreka rađanja zbog jednakomjerno sužene zdjelice
  - O65.2 Zapreka rađanja zbog suženja ulaza zdjelice
  - O65.3 Zapreka rađanja zbog suženja sredine i izlaza zdjelice
  - O65.4 Zapreka rađanja zbog fetopelvične disproporcije, nespecificirane
  - O65.5 Zapreka rađanja zbog abnormalnosti majčinih zdjeličnih organa
  - O65.8 Zapreka rađanja zbog drugih abnormalnosti majčine zdjelice
  - O65.9 Zapreka rađanja zbog abnormalnosti majčine zdjelice, nespecificirane

- O66 Ostale zapreke rađanja
  - O66.0 Zapreka rađanja zbog ramene distocije
  - O66.1 Zapreka rađanja zbog isprepletenih blizanaca
  - O66.2 Zapreka rađanja zbog neuobičajeno velikog fetusa
  - O66.3 Zapreka rađanja zbog drugih abnormalnosti fetusa
  - O66.4 Neuspješna indukcija porođaja, nespecificirana
  - O66.5 Neuspješna primjena vakuumskog ekstraktora i forcepsa, nespecificirana
  - O66.8 Ostale specificirane zapreke rađanja
  - O66.9 Zapreka rađanja, nespecificirana

- O67 Porođaj kompliciran krvarenjem, koje nije svrstano drugamo
  - O67.0 Krvarenje u porođaju s poremećajem koagulacije
  - O67.8 Drugo krvarenje u porođaju
  - O67.9 Krvarenje u porođaju, nespecificirano

- O68 Porođaj kompliciran fetalnom patnjom (distres)
  - O68.0 Porođaj kompliciran poremećajem srčanog rada fetusa
  - O68.1 Porođaj kompliciran mekonijem u amnionskoj tekućini
  - O68.2 Porođaj kompliciran poremećajem srčane frekvencije s mekonijem u anmionskoj tekućini
  - O68.3 Porođaj kompliciran biokemijskim pokazateljima fetalne patnje
  - O68.8 Porođaj kompliciran drugim pokazateljima fetalne patnje
  - O68.9 Porođaj kompliciran fetalnom patnjom, nespecificiran

- O69 Porođaj otežan komplikacijama pupčane vrpce
  - O69.0 Porođaj kompliciran prolapsom pupkovine
  - O69.1 Porođaj kompliciran pupkovinom oko vrata (fetusa), s kompresijom
  - O69.2 Porođaj kompliciran drugim zapletajima pupkovine
  - O69.3 Porođaj kompliciran kratkom pupkovinom
  - O69.4 Porođaj kompliciran s vasa praevia
  - O69.5 Porođaj kompliciran vaskularnim oštećenjem pupčane vrpce
  - O69.8 Porođaj otežan drugim komplikacijama pupčane vrpce
  - O69.9 Trudovi i prođaj otežani komplikacijom pupčane vrpce, nespecificiranom

- O70 Laceracija međice (perineuma)u tijeku rađanja
  - O70.0 Laceracija perineuma,prvoga stupnja u tijeku rađanja
  - O70.1 Laceracija perineuma drugoga stupnja u tijeku rađanja
  - O70.2 Laceracija perineuma trećega stupnja u tijeku rađanja
  - O70.3 Laceracija perineuma četvrtoga stupnja u tijeku rađanja
  - O70.9 Laceracija perineuma u tijeku rađanja,nespecificirana

- O71 Druga porodnička ozljeda
  - O71.0 Ruptura maternice prije početka porođaja
  - O71.1 Ruptura maternice u tijeku porođaja
  - O71.2 Inverzija maternice nakon porođaja
  - O71.3 Porodnička laceracija ušća maternice
  - O71.4 Porodnička visoka laceracija rodnice, izolirana
  - O71.5 Druga porodnička ozljeda zdjeličnih organa
  - O71.6 Porodničko oštećenje zdjeličnih zglobova i ligamenata
  - O71.7 Porodnički hematom zdjelice
  - O71.8 Druge specificirane porodničke ozljede
  - O71.9 Porodnička ozljeda,nespecificirana

- O72 Krvarenje nakon poroda
  - O72.0 Krvarenje u trećoj dobi
  - O72.1 Drugo krvarenje neposredno nakon porođaja
  - O72.2 Kasno i sekundarno krvarenje nakon porođaja
  - O72.3 Poremećaji koagulacije nakon porođaja

- O73 Zaostala posteljica i ovojnice, bez krvarenja
  - O73.0 Placenta retenta, bez krvarenja
  - O73.1 Zaostali dijelovi posteljice i ovojnica, bez krvarenja

- O74 Komplikacije u tijeku porođaja zbog anestezije
  - O74.0 Aspiracijski pneumonitis zbog anestezije u tijeku porođaja
  - O74.1 Druge plućne komplikacije zbog anestezije u tijeku porođaja
  - O74.2 Srčane komplikacije zbog anestezije u tijeku porođaja
  - O74.3 Komplikacije središnjega živčanog sustava zbog anestezije u tijeku porođaja
  - O74.4 Toksična reakcija na lokalnu anesteziju u tijeku porođaja
  - O74.5 Glavobolja zbog spinalne i epiduralne anestezije u tijeku porođaja
  - O74.6 Druge komplikacije spinalne i epiduralne anestezije u tijeku porođaja
  - O74.7 Neuspješna ili otežana intubacija u tijeku porođaja
  - O74.8 Druge komplikacije zbog anestezije u tijeku porođaja
  - O74.9 Komplikacija zbog anestezije u tijeku porođaja, nespecificirana

- O75 Ostale komplikacije porođaja, nesvrstane drugamo
  - O75.0 Distres majke u tijeku porođaja
  - O75.1 Šok za vrijeme ili nakon porođaja
  - O75.2 Povišena temperatura u tijeku porođaja, nesvrstana drugamo
  - O75.3 Druge infekcije u tijeku porođaja
  - O75.4 Druge komplikacije porodničkih kirurških zahvata i postupaka
  - O75.5 Odgođeno rađanje nakon artificijalne rupture ovojnica
  - O75.6 Odgođeno rađanje nakon spontane ili nespecificirane rupture ovojnica
  - O75.7 Vaginalno rađanje nakon prijašnjeg carskog reza
  - O75.8 Druge specificirane komplikacije porođaja
  - O75.9 Komplikacija porođaja, nespecificirana

### (O80-O84) - Porođaj
- O80 Jednoplodni spontani porođaj
  - O80.0 Spontani porođaj glavicom
  - O80.1 Spontani porođaj zatkom
  - O80.8 Drugi jednoplodi spontani porođaj
  - O80.9 Jednoplodni spontani porođaj,nespecificiran

- O81 Jednoplodno rađanje forcepsom i vakuumskim ekstraktorom
  - O81.0 Rađanje s niskom primjenom forcepsa
  - O81.1 Rađanje s primjenom forcepsa u središnjem prostoru
  - O81.2 Rađanje s primjenom forcepsa u središnjem prostoru s rotacijom
  - O81.3 Drugo i nespecificirano rađanje forcepsom
  - O81.4 Rađanje vakuumskim ekstraktorom
  - O81.5 Rađanje kombinacijom forcepsa i vakuumskog ekstraktora

- O82 Jednoplodno rađanje carskim rezom
  - O82.0 Rađanje elektivnim carskim rezom
  - O82.1 Rađanje hitnim carskim rezom
  - O82.2 Rađanje histerektomijom (Caesarean hysterectomy)
  - O82.8 Ostalo jednoplodno rađanje carskim rezom
  - O82.9 Rađanje carskim rezom, nespecificirano

- O83 Drugo jednoplodno rađanje uz pomoć
  - O83.0 Ekstrakcija zatka
  - O83.1 Drugo rađanje zatkom uz pomoć ruku
  - O83.2 Drugo rađanje uz pomoćne postupke
  - O83.3 Rađanje za život sposobnog fetusa u abdominalnoj trudnoći
  - O83.4 Destruktivne operacije pri rađanju
  - O83.8 Drugo specificirano rađanje uz pomoć ruku
  - O83.9 Jednoplodno rađanje uz pomoć, nespecificirano

- O84 Višeplodni porođaj
  - O84.0 Višeplodni porođaj, svi spontani
  - O84.1 Višeplodni porođaj, svi forcepsom ili vakuumskim ekstraktorom
  - O84.2 Višeplodni porođaj, svi carskim rezom
  - O84.8 Drugi višeplodni porođaj
  - O84.9 Višeplodni porođaj, nespecificiran

### (O85-O92) - Komplikacije u babinjama
- O85 Sepsa u babinjama (puerperalna sepsa)
  - O85.0 Sepsa u babinjama (puerperalna sepsa)

- O86 Druge infekcije u babinjama
  - O86.0 Infekcije porodničke kirurške rane
  - O86.1 Druge infekcije spolnog sustava nakon porođaja
  - O86.2 Infekcije urinarnog sustava nakon porođaja
  - O86.3 Druge infekcije genitourinarnog sustava nakon porođaja
  - O86.4 Povišena temperatura nepoznatoga podrijetla nakon porođaja
  - O86.8 Druge specificirane infekcije u babinjama

- O87 Bolesti vena kao komplikacije babinja
  - O87.0 Tromboflebitis površinskih vena u babinjama
  - O87.1 Tromboflebitis dubokih vena u babinjama
  - O87.2 Hemoroidi u babinjama
  - O87.3 Tromboza moždanih vena u babinjama
  - O87.8 Ostale venske bolesti kao komplikacije babinja
  - O87.9 Venska bolest kao komplikacija babinja, nespecificirana

- O88 Porodnička embolija
  - O88.0 Porodnička zračna embolija
  - O88.1 Embolija plodovom vodom
  - O88.2 Porodnička embolija krvnim ugruškom
  - O88.3 Porodnička piemična i septična embolija
  - O88.8 Druga porodnička embolija

- O89 Komplikacije zbog anestezije u babinjama
  - O89.0 Plućne komplikacije zbog anestezije u babinjama
  - O89.1 Srčane komplikacije zbog anestezije u babinjama
  - O89.2 Komplikacije središnjega živčanog sustava zbog anestezije u babinjama
  - O89.3 Toksična reakcija na lokalnu anesteziju u babinjama
  - O89.4 Glavobolja zbog spinalne i epiduralne anestezije u babinjama
  - O89.5 Druge komplikacije spinalne i epiduralne anestezije u babinjama
  - O89.6 Neuspješna ili otežana intubacija u babinjama
  - O89.8 Druge komplikacije zbog anestezije u babinjama
  - O89.9 Komplikacija zbog anestezije u babinjama, nespecificirana

- O90 Komplikacije u babinjama nesvrstane drugamo
  - O90.0 Rascjep rane carskog reza
  - O90.1 rascjep perinealne porodničke rane
  - O90.2 Hematom porodničke rane
  - O90.3 Kardiomiopatija u babinjama
  - O90.4 Akutno zatajenje bubrega nakon porođaja
  - O90.5 Postpartalni tireoiditis
  - O90.8 Druge komplikacije u babinjama nesvrstane drugamo
  - O90.9 Komplikacija babinja,nespecificirana

- O91 Infekcije dojke povezane s trudnoćom i porođajem
  - O91.0 Infekcija bradavice povezana s trudnoćom i porođajem
  - O91.1 Apsces dojke povezan s trudnoćom i porođajem
  - O91.2 Nepurulentni mastitis povezan s trudnoćom i porođajem

- O92 Drugi poremećaji dojke i laktacije povezani s trudnoćom i porođajem
  - O92.0 Uvučena bradavica povezana s trudnoćom i porođajem
  - O92.1 Ragade bradavice povezane s trudnoćom i porođajem
  - O92.2 Drugi i nespecificirani poremećaji dojke povezani s trudnoćom i porođajem
  - O92.3 Agalakcija
  - O92.4 Hipogalakcija (smanjena laktacija)
  - O92.5 Obustavljena laktacija
  - O92.6 Galaktoreja
  - O92.7 Drugi i nespecificirani poremećaji laktacije

### (O95-O99) - Druga obstetrička stanja, drugamo nesvrstana
- O95 Porodnička smrt nespecificirana uzroka
  - O95.0 Porodnička smrt nespecificirana uzroka

- O96 Smrt zbog bilo kojeg porodničkog uzroka koja je nastupila više od od 42 dana, ali manje od jedne godine nakon porođaja
  - O96.0 Smrt zbog bilo kojeg porodničkog uzroka koja je nastupila više od 42 dana,ali manje od jedne godine nakon porođaja

- O97 Smrt zbog posljedica izravna porodničkog uzroka
  - O97.0 Smrt zbog posljedica izravna porodničkog uzroka

- O98 Infektivne i parazitarne bolesti majke koje su svrstane drugamo, kada kompliciraju trudnoću, porođaj i babinje
  - O98.0 Tuberkuloza kao komplikacija trudnoće, porođaja i babinja
  - O98.1 Sifilis kao komplikacija trudnoće, porođaja i babinja
  - O98.2 Gonoreja kao komplikacija trudnoće, porođaja i babinja
  - O98.3 Druge infekcije s prije svega spolnim načinom prijenosa kao komplikacije trudnoće, porođaja i babinja
  - O98.4 Virusni hepatitis kao komplikacija trudnoće, porođaja i babinja
  - O98.5 Druge virusne bolesti kao komplikacije trudnoće, porođaja i babinja
  - O98.6 Protozoalne bolesti kao komplikacije trudnoće, porođaja i babinja
  - O98.8 Druge infektivne i parazitarne bolesti majke kao komplikacije trudnoće, porođaja i babinja
  - O98.9 Nespecificirane infektivne i parazitarne bolesti majke kao komplikacije trudnoće, porođaja i babinja

- O99 Druge bolesti majke svrstane drugamo, kada kompliciraju trudnoću, porođaj i babinje
  - O99.0 Anemija kao komplikacija trudnoće, porođaja i babinja
  - O99.1 Druge bolesti krvi i krvotvornih organa i određeni poremećaji koji zahvaćaju imunološki sustav, kao komplikacija trudnoće, porođaja i babinja
  - O99.2 Endokrine, metaboličke i nutritivne bolesti kao komplikacija trudnoće, porođaja i babinja
  - O99.3 Duševni poremećaji i bolesti živčanoga sustava kao komplikacija trudnoće, porođaja i babinja
  - O99.4 Bolesti cirkulacijskog sustava kao komplikacija trudnoće, porođaja i babinja
  - O99.5 Bolesti dišnog sustava kao komplikacija trudnoće, porođaja i babinja
  - O99.6 Bolesti probavnog sustava kao komplikacija trudnoće, porođaja i babinja
  - O99.7 Bolesti kože i potkožnoga tkiva kao komplikacija trudnoće, porođaja i babinja
  - O99.8 Druge specificirane bolesti i stanja kao komplikacija trudnoće, porođaja i babinja

## Vanjske poveznice
- MKB-10 O00-O99 2007. - WHO[neaktivna poveznica]